# Giải của Hiệp hội phê bình phim Los Angeles cho nữ diễn viên phụ xuất sắc nhất
Giải của Hiệp hội phê bình phim Los Angeles cho nữ diễn viên phụ xuất sắc nhất là một giải của Hiệp hội phê bình phim Los Angeles dành cho nữ diễn viên đóng vai phụ trong một phim, được bầu chọn là xuất sắc nhất.

## Các người đoạt giải

### Thập niên 1970
| Năm  | Người đoạt giải   | Phim                                                   |
| 1977 | Vanessa Redgrave  | Julia                                                  |
| 1978 | Maureen Stapleton | Interiors                                              |
| 1978 | Mona Washbourne   | Stevie                                                 |
| 1979 | Meryl Streep      | Kramer vs. Kramer Manhattan The Seduction of Joe Tynan |

### Thập niên 1980
| Năm  | Người đoạt giải   | Phim                           |
| 1980 | Mary Steenburgen  | Melvin and Howard              |
| 1981 | Maureen Stapleton | Reds                           |
| 1982 | Glenn Close       | The World According to Garp    |
| 1983 | Linda Hunt        | The Year of Living Dangerously |
| 1984 | Peggy Ashcroft    | A Passage to India             |
| 1985 | Anjelica Huston   | Prizzi’s Honor                 |
| 1986 | Cathy Tyson       | Mona Lisa                      |
| 1987 | Olympia Dukakis   | Moonstruck                     |
| 1988 | Genevieve Bujold  | Dead Ringers The Moderns       |
| 1989 | Brenda Fricker    | My Left Foot                   |

### Thập niên 1990
| Năm  | Người đoạt giải | Phim                   |
| 1990 | Lorraine Bracco | Goodfellas             |
| 1991 | Jane Horrocks   | Life is Sweet          |
| 1992 | Judy Davis      | Husbands and Wives     |
| 1993 | Rosie Perez     | Fearless               |
| 1993 | Anna Paquin     | The Piano              |
| 1994 | Dianne Wiest    | Bullets Over Broadway  |
| 1995 | Joan Allen      | Nixon                  |
| 1996 | Barbara Hershey | The Portrait of a Lady |
| 1997 | Julianne Moore  | Boogie Nights          |
| 1998 | Joan Allen      | Pleasantville          |
| 1999 | Chloe Sevigny   | Boys Don't Cry         |

### Thập niên 2000
| Năm  | Người đoạt giải    | Phim                           |
| 2000 | Frances McDormand  | Almost Famous Wonder Boys      |
| 2001 | Kate Winslet       | Iris                           |
| 2002 | Edie Falco         | Sunshine State                 |
| 2003 | Shohreh Aghdashloo | House of Sand and Fog          |
| 2004 | Virginia Madsen    | Sideways                       |
| 2005 | Catherine Keener   | Capote                         |
| 2006 | Luminiţa Gheorghiu | Moartea domnului Lăzărescu     |
| 2007 | Amy Ryan           | Gone Baby Gone                 |
| 2008 | Penélope Cruz      | Vicky Cristina Barcelona Elegy |